# Elini Dimutsos
Elini Charalambos Dimutsos (gr. Ελίνι Χαράλαμπος Δημούτσος; ur. 18 czerwca 1988 w Lushnjë) – grecki piłkarz grający na pozycji pomocnika w Asterasie.

## Dzieciństwo
Urodził się w Albanii. W wieku 7 lat przeprowadził się z rodzicami do Grecji, gdzie wstąpił do akademii klubu Ilisiakos FC.

## Kariera klubowa
W 2004 został włączony do pierwszej drużyny Ilisiakosu. W 2006 został wypożyczony do Fostiras FC, a w 2007 trafił do Panathinaikosu. W 2008 został wypożyczony do OFI 1925. W styczniu 2010 udał się na kolejne wypożyczenie, tym razem do Panetolikosu. Latem tegoż roku wrócił do Panathinaikosu i uczestniczył w treningach przedsezonowych. Wystąpił w meczu fazy grupowej Ligi Mistrzów z FC Barcelona w listopadzie 2010. Po tym spotkaniu nie rozegrał już ani jednego pojedynku w klubie, więc w lutym 2011 ponownie został wypożyczony, tym razem do FK Mladá Boleslav. W sierpniu 2011 podpisał dwuletni kontrakt z Atromitosem. W październiku 2012 przedłużył umowę z klubem do czerwca 2016. W czerwcu 2015 podpisał dwuletni kontrakt z Asterasem Tripolis.

## Kariera reprezentacyjna
W 2007 zajął drugie miejsce na mistrzostwach Europy do lat 19. W sierpniu 2012 zadebiutował w reprezentacji Grecji w meczu z Norwegią, w którym wszedł na boisko w 81. minucie za Aleksandrosa Dziolisa.